# Aune (Einheit)
Die Aune war ein französisches Längenmaß und kann als französische Elle bezeichnet werden.
Trotz des Dekretes vom 12. Februar 1812, der näheren Bestimmungen durch ein Gesetz vom März desselben Jahres und der Einführung des metrischen Systems durfte das Maß weiter verwendet werden, wenn ein Bezug zum Metrischen immer angezeigt würde. Die Aune wurde auch als Stab bezeichnet. Das Maß galt auch in der französischen Schweiz.
Eine Teilung in Halbe, Viertel, Achtel, Sechzehntel war möglich. Bekannt sind auch Teilungen in Drittel, Sechstel und Zwölftel geworden. Das Maß wurde auch als Doppelelle bezeichnet. Die Aune wählte man auch für die Flächenmaße und Raummaße und nannte erstere Aune carrée und letztere Aune cube.

## Schweiz

### Basel
In Basel unterschied man in große Aune (Elle) und kleine Aune (Braccio). Hier waren die Werte:
- 1 Aune  = 522, 3/5 Pariser Linien = 1,178 Meter

### Kanton Freiburg
- 1 Aune = 474 1/6 Pariser Linien = 1,069 Meter

### Genf,BrüggeundWinterthur
Auch hier gab es die große oder Pariser und die kleine Aune.
- 1 Pariser Aune = 526 Pariser Linien = 1,183 Meter für den Großhandel
- 1 kleine Aune = 507 Pariser Linien = 1,143 Meter für den Kleinhandel

### Kanton Neuenburg
- 1 Aune = 500 Pariser Linien = 1,124 Meter

### Kanton Waadt
- 1 Aune = 532 Pariser Linien = 1,2 Meter

### Kanton Wallis
- 1 Aune = 541 ½ Pariser Linien = 1,022 Meter

## Frankreich

### Paris
Hier lösten sich, wie in ganz Frankreich, zwei Maße unterschiedlicher Länge ab. Vor dem Jahr 1812 hatte
- 1 Aune = 325 5/6 Pariser Linien = 0,735 Meter

und ab 1812 
- 1 Aune = 531 19/20 Linien = 1,196 Meter

### Marseille
- 1 Aune useelle = 531,9552 Pariser Linien = 1,20 Meter[2]

### Nancy
- 1 alte Aune = 283 ½ Pariser Linien = 0,63953 Meter

### Nizza
Hier heißt das Maß Alna und eine Einheit entsprach einer Länge von 1,1834 Meter.

### Saint-Malo
Zu den älteren Ellenmaßen in Saint-Malo für grobe Leinenzeuge zählte die Aune de Bretagne.
- 1 Aune de Bretagne = 600 Pariser Linien = 1,3535 Meter[4]